# Dariusz Kurzeja
Dariusz Kurzeja (ur. 14 października 1969 w Świdnicy) – polski piłkarz występujący na pozycji pomocnika.

## Życiorys
Wychowanek Górnika Wałbrzych. W 1987 roku został wcielony do pierwszej drużyny. W barwach Górnika w I lidze rozegrał szesnaście meczów. W 1992 roku grał w KP Wałbrzych, a w styczniu 1993 roku odszedł do Sokoła Pniewy. Z tym klubem awansował do I ligi, a w sezonie 1993/1994 rozegrał w niej dwanaście spotkań. Następnie został zawodnikiem Zagłębie Lubin, rozgrywając dla klubu osiemnaście ligowych meczów. W 1995 roku wyjechał do Niemiec, podpisując kontrakt z SC Verl. W klubie tym grał do 1997 roku, rozgrywając szesnaście spotkań w Regionallidze. Po dwuletnim epizodzie w Tasmanii Neukölln, w 1999 roku został zawodnikiem Hallescher FC. W barwach tego klubu wystąpił w stu ligowych spotkaniach. Następnie grał w FSV Bennstedt. Karierę zakończył w 2007 roku.

## Statystyki ligowe
| Sezon         | Klub                    | Liga         | Mecze | Gole |
| ------------- | ----------------------- | ------------ | ----- | ---- |
| 1987/1988     | Górnik Wałbrzych        | I liga       | 8     | 0    |
| 1988/1989     | Górnik Wałbrzych        | I liga       | 8     | 0    |
| 1989/1990     | Górnik Wałbrzych        | II liga      | 24    | 0    |
| 1990/1991     | Górnik Wałbrzych        | II liga      | 36    | 1    |
| 1991/1992     | Górnik Wałbrzych        | II liga      | 8     | 0    |
| 1992/1993 (j) | KP Wałbrzych            | II liga      | 0     | 0    |
| 1992/1993 (w) | Sokół Pniewy            | II liga      | 12    | 1    |
| 1993/1994     | Sokół Pniewy            | I liga       | 12    | 0    |
| 1994/1995     | Zagłębie Lubin          | I liga       | 18    | 1    |
| 1995/1996     | SC Verl                 | Regionalliga | 14    | 0    |
| 1996/1997     | SC Verl                 | Regionalliga | 2     | 0    |
| 1997/1998     | SV Tasmania 73 Neukölln | Oberliga     | 21    | 3    |
| 1998/1999     | SV Tasmania 73 Neukölln | Oberliga     | 1     | 0    |
| 1999/2000     | Hallescher FC           | Verbandsliga | 35    | 20   |
| 2000/2001     | Hallescher FC           | Oberliga     | 21    | 4    |
| 2001/2002     | Hallescher FC           | Oberliga     | 16    | 2    |
| 2002/2003     | Hallescher FC           | Oberliga     | 28    | 3    |